# Estatuto Provisional del Imperio Mexicano
El Estatuto Provisional del Imperio Mexicano otorgó vigencia a las leyes, órdenes y reglamentos promulgados a partir de la llegada de Maximiliano de Habsburgo a México; así como a las leyes, órdenes y decretos que se expidieron en consecuencia de la segunda intervención francesa por el apoyo del ejército francés de Napoleón III.

## Contenido
El Estatuto Provisional del Imperio Mexicano estaba conformado por 18 títulos y 81 artículos.
Los artículos más relevantes fueron:
Artículo 1.º La forma de Gobierno proclamada por la Nación, y aceptada por el Emperador, es la monárquica moderada hereditaria, con un Príncipe católico.
Artículo 53.º Son mexicanos: Los hijos legítimos nacidos de padre mexicano dentro o fuera del territorio del Imperio; 
1. Los hijos legítimos nacidos de madre mexicana, dentro o fuera del territorio del Imperio;
2. Los extranjeros naturalizados conforme á las leyes;
3. Los hijos nacidos en México de padres extranjeros, que al llegar á la edad de veintiún años, no declaren que quieren adoptar la nacionalidad extranjera;
4. Los nacidos fuera del territorio del Imperio, pero que establecidos en él antes de 1821 juraron el acta de independencia;
5. Los extranjeros que adquieran en el Imperio propiedad territorial, de cualquier género, por el solo hecho de adquirirla.
Artículo 58. El Gobierno del Emperador garantiza á todos los habitantes del Imperio, conforme á las prevenciones de las leyes respectivas:
1. La igualdad ante la ley;
2. La seguridad personal;
3. La propiedad;
4. El ejercicio de su culto;
5. La libertad de publicar sus opiniones.

## Organización territorial
El estatuto provisional estableció como límites territorial los siguientes:

Es territorio mexicano la parte del continente septentrional americano, que limitan: Hacia el Norte las líneas divisoras trazadas por los convenios de Guadalupe y la Mesilla, celebrados con los Estados Unidos; Hacia el Oriente, el Golfo de México, el mar de las Antillas y el establecimiento inglés de Walize, encerrado en los límites que le fijaron los tratados de Versalles; Hacía el Sur, la República de Guatemala en las líneas que fijará un tratado definitivo; Hacia el Poniente, el mar Pacífico, quedando dentro de su demarcación el mar de Cortés o Golfo de California;
Todas las islas que le pertenecen en los tres mares; El mar territorial conforme a los principios reconocidos por el derecho de gentes y salvas las disposiciones convenidas en los tratados.

Se dispuso para tales efectos una división política en ocho regiones y 50 departamentos; estos a la vez, como ya se mencionó, en distritos y municipalidades; quedando la Ciudad de México como capital imperial.
| - Yucatán - Iturbide - Campeche - Querétaro - La Laguna - Guerrero - Tabasco - Acapulco - Chiapas - Michoacán - Tehuantepec - Tancítaro - Oaxaca - Guanajuato - Ejutla - Aguascalientes - Teposcolula - Zacatecas - Veracruz - Fresnillo - Tuxpan - El Potosí - Puebla - Matehuala - Tlaxcala | - Tamaulipas - Valle de México - Matamoros - Tulancingo - Nuevo León - Tula - Coahuila - Toluca - Mapimí - Mazatlán - Sinaloa - Durango - Nazas - Álamos - Tancítaro - Sonora - Arizona - Colima - Huejuquilla - Jalisco - Batopilas - Autlán - Chihuahua - Nayarit - California |
| --- | --- |